# Enrique Pla y Deniel
Enrique Pla y Deniel (Barcelona, 19 de dezembro de 1876 — Toledo, 5 de julho de 1968) foi um cardeal espanhol e arcebispo primaz de Toledo.

## Biografia
Estudou Filosofia, Teologia e Direito Canônico. Ordenou-se em 1900 em Barcelona, de cujo seminário foi posteriormente professor. Foi bispo de Ávila entre 1918 e 1935.
Presidente da Acção Católica, foi um dos impulsionadores da Acção Popular em 1931, apenas instaurada a Segunda República, como opção política das massas católicas. Nomeado bispo de Salamanca em 1935, após a sublevação contra o governo da República cedeu a Francisco Franco seu palácio episcopal e escreveu a carta pastoral Las dos ciudades, onde justificava a sublevação, e que constituiu a fundamentação teológica do que denominou Cruzada.
En 1941, após ser nomeado arcebispo de Toledo, se converteu em primado de Espanha. Em 1946 o Papa nomeou-o cardeal. Procurador em Cortes e membro do Conselho do Reino e da Regência. Em 1960 deu seu apoio a membros da Acção Católica que reclamavam seu direito a participar em greves e pouco tempo depois demitiu-se de sus cargos políticos.
Faleceu em Toledo, aos 92 anos.